# Riders in the Sky
Riders in the Sky ist eine amerikanische Western-Music-Band, deren Musik in der Tradition der Singenden Cowboys der 30er und 40er Jahre, insbesondere der Band Sons of the Pioneers verwurzelt ist. Die Band singt sowohl klassisches Cowboy-Material als auch eigene Kompositionen, die sich oft durch eine große Portion Humor auszeichnen, ohne allerdings das Genre ins Lächerliche zu ziehen. Entsprechend ihrem musikalischen Erbe ist ihr Stil durch mehrstimmigen Harmoniegesang und ausgefeilte Jodler geprägt.

## Geschichte
Gegründet wurde die Band im Jahre 1977 von Green, LaBour und Bill „Windy Bill“ Collins, der jedoch kurze Zeit später durch Chrisman ersetzt wurde. 2001 stieß dann Miskulin zu dem Trio. Allen Mitgliedern war und ist gemeinsam die Liebe zur Western Music der „Goldenen Ära“, die sie bewahren und wieder einem breiteren Publikum näherbringen wollen. Dieses Ziel wird von Green, der auch schon Redakteur des Journal of Country Music und der Country Music Federation Press war, auch durch die Herausgabe von Büchern über die Singenden Cowboys verfolgt.
Im Laufe der Zeit haben sich Riders in the Sky zur erfolgreichsten Band im Bereich Western Harmony entwickelt. Sie wurden mit zahlreichen Preisen ausgezeichnet, u. a. 1990 mit dem Wrangler Award in der Kategorie Best Western Musical Composition of the Year für das Lied The Line Rider. Daneben waren sie mehrfach von der Western Music Association in den Kategorien Traditional Group, Album und Entertainer ausgezeichnet. Höhepunkt ihrer Karriere in der Wahrnehmung einer breiteren Öffentlichkeit waren die Grammy Awards in der Kategorie Bestes Musikalbum für Kinder (Best Musical Album For Children) 2001 für Woody's Roundup aus dem Disney-Film Toy Story 2 und 2003 für das 2002 erschienene Musikalbum Monsters, Inc. Scream Factory Favorites.